# Les Veuves d'Eastwick
Les Veuves d'Eastwick (titre original en anglais The Widows of Eastwick) est un roman de l'écrivain américain John Updike publié originellement le 21 octobre 2008 aux États-Unis et en français le 3 juin 2010 aux éditions du Seuil. Dernier roman de l'écrivain qui mourra l'année suivant sa parution, il s'agit de la suite des Sorcières d'Eastwick paru aux États-Unis en 1984.

## Réception critique
À la parution du roman aux États-Unis, les critiques du New York Times sont très profondément partagées : Michiko Kakutani prononce un jugement assez négatif sur le roman tandis que Sam Tanenhaus est particulièrement enthousiaste. Au Royaume-Uni, The Guardian a également un avis réservé et partagé sur cette séquelle, jugée nettement plus faible que le premier tome paru vingt-cinq ans auparavant, mais tout de même intéressante et amusante.
La traduction parue en français reçoit un bon accueil dans Le Figaro qui considère que John Updike, « qui fut l'un des plus grands romanciers américains de son siècle, prouve une fois de plus l'étendue de sa palette » avec ce « roman mélancolique, voire crépusculaire » à la « tonalité poignante » tandis que L'Express juge que ce dernier roman « prend la valeur d'un testament voltairien » de la part d'« un redoutable chroniqueur de son époque et un moraliste capable de sonder l'âme de son pays en l'observant par le trou de la serrure ».

## Éditions
- (en) The Widows of Eastwick, Alfred A. Knopf Publishers, 2008  (ISBN 0-307-26960-4), 320 p.
- (en) The Widows of Eastwick, Random House, 2009  (ISBN 9780345506979), 320 p.
- Les Veuves d'Eastwick, éditions du Seuil, 2010  (ISBN 9782020993234), 360 p.[8]
- Les Veuves d'Eastwick, Points, 2011  (ISBN 978-2-7578-2374-3), 416 p.